# Coggeria
Coggeria is een geslacht van hagedissen uit de familie skinken (Scincidae). De groep werd voor het eerst wetenschappelijk beschreven door Patrick J. Couper en anderen in 1996.
Het geslacht is monotypisch en wordt vertegenwoordigd door een enkele soort; Coggeria naufragus.
Coggeria naufragus leeft alleen in Australië en komt endemisch voor op Fraser Island in de staat Queensland.